# Осинський Валер'ян Андрійович
Валер'я́н Андрі́йович Оси́нський (10 листопада 1852, Таганрог — 26 травня 1879, Київ) — революціонер-народник, один з організаторів політичного тероризму в Російській імперії. Член-фундатор товариства «Земля і воля» (1876—1879), поборник переходу народників до політичної боротьби. Один із засновників і членів першого (Південного) «Виконавчого комітету російської соціально-революційної партії».

## Життєпис
Валер'ян Осинський народився 10 листопада 1852 у місті Таганрог, в родині шляхтича, кадрового військового, царського генерала. Закінчив гімназію у Таганрозі.

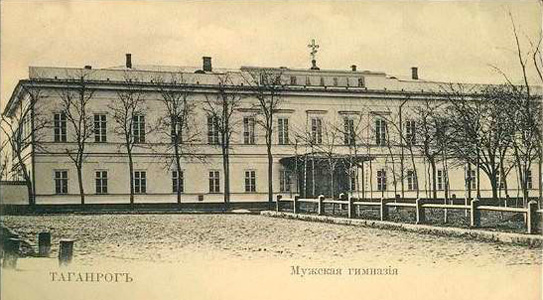
Гімназія для хлопчиків в Таганрозі (названа в 1935 році на честь про А.Чехова, її учня одночасно з Осинським).

Навчався в Петербурзькому інституті шляхів сполучення у 1871—1872 роках, не закінчив. У 1872 році Валер'ян Осинський був заарештований в перший раз за те, що не поступився дорогою в Літньому саду Олександру II. 
1873 року служив на спорудженні Ландварово-Роменської залізничної колії помічником секретаря. Потім служив  секретарем в повітовій земській управі Ростова-на-Дону. 
У червні 1877 року одружився з Марією Герасимівною Никольською в Петербурзі. Незабаром після шлюбу Валер'ян Осинський поїхав до Києва у справах, а дружина була згодом заслана в Вологодську губернію. 

### Політична діяльність
У революційному русі з 1875 року. Звільнений зі служби за політичну неблагонадійність, у серпні 1876 року, після чого втік з Ростова-на-Дону до Петербурга. Відповідав, конспіративно, за зносини з ув'язненими в Петербурзі.
Один із засновників товариства «Землі і воля», входив в її «дезорганізаторську групу». З кінця 1877 очолив перший (Південний) Виконавський комітет, котрий був провісником «Народної волі». У травні 1877 був заарештований в Петербурзі з підробленими квитком для входу в зал засідання Сенату по процесу 50-ти, при арешті назвався дворянином Ніколаєвим. 
Восени 1877 року переїхав у Київ. Валер'ян Осинський оселився в будинку разом з членом народницької організації Софією Лешерн фон Герцфельд з документами на ім'я подружжя Байкових — під цим прізвищем був заарештований в Києві 25 січня 1879 року. Мешкав також під нелегальними прізвищами Плєтньова, Бариловича, Аркадія Ферапонтовича Слєпцова.
Перебуваючи у Києві з весни 1877 року, разом з іншими членами комітету проводив революційно-пропагандистську роботу серед студентської молоді, робітників, солдатів. Влітку 1877 брав участь у підготовці втечі залучених по процесу 193-х. Наприкінці 1877 приїхав до Петербурга для підготування замаху на Трєпова.  У січні 1878 року брав участь в демонстрації у Петербурзі на похоронах робітників, котрі були убиті вибухом на Петербурзькому Патронному заводі.
Керував та брав безпосередню участь у терористичних актах проти київського прокурора М. М. Котляревського 23 березня 1878 року, та жандармського штабсротмістра Густава Едуардовича фон Гейкінґа. Брав діяльну участь в агітації серед київського студентства в березні 1878 року з приводу арешту студента Н. Подільського, котрий відбувся після замахом на Котляревського.
Осинський очолив "Південний виконавчий комітет організації «Земля і Воля»". Свій гурток Валеріан назвав "Виконавчий комітет соціально-революційної партії" (рос. "Исполнительный комитет социально-революционной партии"). Одним із членів гуртка Валеріана Осинського був Дмитро Лизогуб, брат майбутнього голови Ради міністрів за гетьмана Скоропадського – Федора Лизогуба (старовинного впливового роду), а також Григорій Попко. Взагалі багато революціонерів згадували, що радикалізм був притаманний жителям півдня, тобто українцям. 
|  | «Мені здається, що першим терористом був Валеріан Осинський, який почав діяти у Києві…», – згадував Лев Тихомиров |

Гуртківці влаштовували «судові процеси», вироки цих судів з печаткою надсилалися «засудженому», після чого чатували на «засудженого». Серед останніх був і губернатор Харківської губернії, Дмитро Миколайович Кропоткін (двоюрідний брат знаменитого анархіста, князя Петра Олексійовича Кропоткіна). Валер'ян Осинський учасник підготовки втечі з Лук'янівської в'язниці у Києві Я. В. Стефановича, Л. Г. Дейча, І. В. Бохановського. У ніч на 27 травня 1878 брав участь у звільненні з Київської в'язниці Дейча, Стефановича та Бохановського.
. 

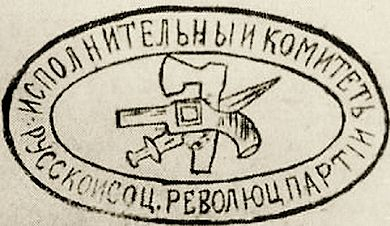
Печатка революційної організації Валеріана Осинського - "Виконавчий комітет соціально-революційної партії" (російською: "Исполнительный комитет социально-революционной партии")

Валер'ян Осинський, попри елементарні правила конспірації, як свідчить поліція, «демонстративно розмовляє по-малоруськи» (тобто українською).

### Арешт і страта
11 лютого 1879 року будинок на вул. Жилянській, де зібралися київські соціалісти-терористи, брали нападом поліцейські під проводом тоді ще капітана Судейкіна.
Арештований в Києві 25 січня 1879 року. При арешті намагався чинити збройний опір і вистрілити в Судейкіна, який керував його затриманням. Перебуваючи в ув'язненні, під час бунту в'язнів, 6 березня 1879, завдав образ наглядачеві. 

Засуджений Київським військово-окружним судом до розстрілу, заміненого Олександром II повішенням. Судився 6-7 травня 1879 року в Київському військово-окружному суді разом з Софією Лешерна-фон-Герцфельдт та Інокентієм Волошенко. Був визнаний винним в приналежності до злочинного угрупування, в керівництві ним, в виготовленні фальшивих паспортів, в розповсюдженні книг і відозв злочинного характеру, в замаху на вбивство полковника Судейкіна. Засуджений 7 травня 1879 року до страти через розстріл.Проте 13 травня 1879 року вирок переглянутий Київським генерал-губернатором, при чому розстріл замінено повішенням згідно з бажанням Олександра II, висловленому в телеграмі від 8 травня 1879 року. Після цієї страти, за імператора Олександра II, революціонерів засуджених до смертної кари військовими судами стали вішати.
Справа за звинуваченням В.А. Осинського, І. Ф. Волошенка, С.А. Лешерн фон Герцфельд слухалася з 7 по 13 травня 1879 року у Київському військово-окружному суді. Усього троє підсудних. Вирок: В. А. Осинського — до смертної кари через розстріл, С. А. Лешерн фон Герцфельд – до смертної кари через розстріл, І. Ф. Волошенко – 10 років каторжних робіт. Надалі С. А. Лешерн фон Герцфельд як жінку помилували безстроковою каторгою. Засуджені до страти і страчені з В. О. Осинським Л. К. Брандтнер і В. А. Свириденко проходили в іншій справі — «Київських бунтарів», процес якої пройшов раніше процесу Осинського — з 30 квітня по 4 травня 1879 року в Київський військово-окружний суд. Загалом у процесі «Київських бунтарів» було 14 підсудних. Прокурором на процесі Осинського та ін. та «Київських бунтарів» був тоді ще полковник В.С. Стрільников. 12 травня 1879 року головний військовий прокурор імперії В. Д. Філософов секретно повідомив тимчасових генерал-губернаторів:
|  | Государ імператор, отримавши відомості, що деякі з політичних злочинців, які судилися у Києві військовим судом, засуджені до страти розстрілом, зголосив зауважити, що в такому разі відповідніше призначати повішення. Про вищевикладене маю честь повідомити вашому високоповажності для керівництва при конфірмації вироків військових судів у справах цього роду... |

У зв'язку з цим В. А. Осинського, Л. К. Брандтнера та В. А. Свириденко не розстріляли, як засудив суд, а повісили. З того часу за імператора Олександра II революціонерів, засуджених до страти військовими судами, стали вішати.
Валер'ян Осинський страчений 14 травня 1879 року в Київській Лук'янівській в'язниці разом з Л.К. Брандтнером і В.А. Свириденком. Вже біля ешафота відмовився подати прохання про помилування, відмовився від причастя й сам, без допомоги ката, надягнув на шию зашморг. Військовий оркестр заграв «Комаринську»… Осинському виповнилося лише 26 років. З офіційного звіту про страту Валер'яна Осинського та його товаришів, від 14 травня 1879 року:
|  | Тіла були поховані біля підніжжя ешафота, і нігілісти віддані вічному забуттю .. |

Напередодні останнього дня, перед стратою, йому дозволили побачення з матір'ю — Валер'ян запевнив її, що твердо сподівається на помилування, але неповнолітній сестричці зумів шепнути, що завтра мусить померти, й просив її готувати матір до цієї трагічної звістки. 
Із заповіту Валер'яна Осинського:
|  | Ми не сумніваємося в тому, що ваша діяльність тепер буде направлена в один бік. Якби навіть ви і не написали про це, то ми й самі могли б це вивести. Нізащо більш, по-нашому, партія фізично не може взятися. Але для того, щоб серйозно повести справу терору, вам необхідні люди і засоби... Дай же вам Бог, брати, всякого успіху. Це єдине наше бажання перед смертю. А що помрете і, бути може, дуже швидко, і помрете з меншою безвістю, ніж ми - в цьому ми нітрохи не сумніваємося. Наша справа не може ніколи загинути — і ця-та впевненість котра змушує нас з таким презирством ставитися до смерті. Аби жили ви, а якщо вже доведеться вам вмирати, то померли б продуктивніше нас. Прощавайте!... і Прощайте! |

## Пам'ять
- Талановитий агітатор і організатор, енергійний, безстрашний, привабливий, Валер'ян Осинський був популярний в революційному підпіллі і в суспільстві взагалі.
- Осинський користувався, мабуть, нійбільшим авторитетом через його радикалізм у революційному середовищі того часу тимбільше після його арешту.
- Валер'яна Осинського високо цінував і любив Лев Толстой:

рос. «Юношу прекрасного Осинского повесили в Киеве».
- Один із представників "наступного покоління" революціонерів вибрав як псевдонім його прізвище, що бувало дуже рідко (марксисти здебільше не підримували народників і терор). Більшовик Валеріан Оболенський став Н. Осинським.

## Родина
- Перша офіційна дружина (з червня 1877) —  Марія Герасимівна Нікольська (Осинська) (біля 1854, Орловська губернія - ?)  — з якою вінчався в Петербурзі. Незабаром після шлюбу Осинський поїхав до Києва у справах, а дружина згодом була заслана до Вологодської губернії.

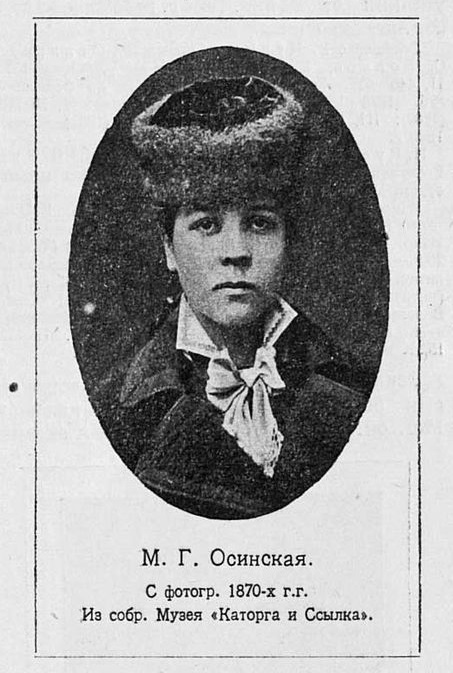
Марія Герасимівна Осинська

- Друга цивільна дружина (з червня 1878) —  Софія Олександрівна Лешерн фон Герцфельд (1842, Малі Меглеці, Новгородська губернія — 1898, Селенгінськ, Забайкальска область)  — яка судилася разом із ним і була помилувана, але до каторги.

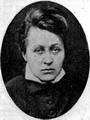
Sofia Leschern von Hertzfeld, 1879
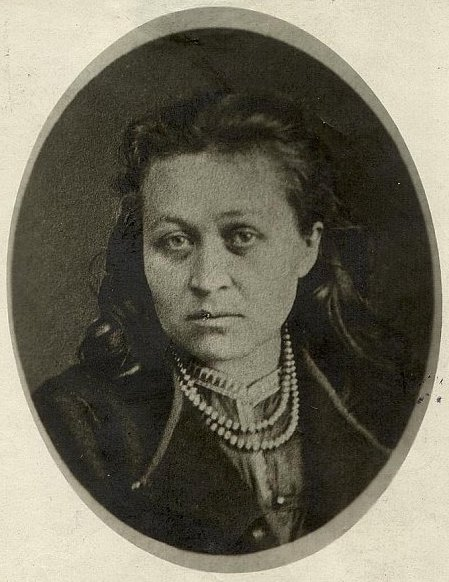
Софія Олександрівна Лешерн фон Герцфельд (1842-1898)